# Antonówka (obwód grodzieński)
Antonówka (biał. Антонаўка, ros. Антоновка) – wieś na Białorusi, w obwodzie grodzieńskim, w rejonie nowogródzkim, w sielsowiecie Worobiewicze Wielkie.
W dwudziestoleciu międzywojennym leżała w Polsce, w województwie nowogródzkim, w powiecie nowogródzkim.